# Renchen
Pour les articles homonymes, voir Renchen (homonymie).
Renchen est une ville de Bade-Wurtemberg (Allemagne), située dans l'arrondissement de l'Ortenau, dans le district de Fribourg-en-Brisgau.
Elle se situe au pied de la Forêt-Noire, à l'entrée de la vallée de la Rench.

## Histoire
La première mention de Renchen dans des documents date de 1115. Elle reçut en 1326 un charte municipale, mais la perdit quand la ville fut détruite lors de la guerre de Trente Ans.
En 1838, le grand-duc de Bade l'érigea de nouveau en municipalité, statut qu'elle reperdit en 1935 lors de la réforme allemande des arrondissements.
Elle redevint une municipalité pour la troisième fois en 1950 en reconnaissance de son importance historique.
C'est près de Renchen que se trouve le défilé de Rencherloch, où Montecuccoli arrêta Turenne en 1675, et où le général Moreau battit les Autrichiens en 1796.